# كولونيا مبرقشة
الكولونيا المبرقشة (باللاتينية: Brugmansia versicolor) نوع نباتي يتبع جنس الكولونيا من الفصيلة الباذنجانية. تسمى (بالإنجليزية: أبواق الملاك)‏ وهي من نباتات الزينة المهمة.

## الموئل والانتشار
موطنها الأصلي جبال الأنديس في الإكوادور في أمريكا الجنوبية. هي من الأنواع القريبة المهددة نسبياً بالانقراض.

## الوصف النباتي
تعد نباتات الكولونيا المبرقشة أشجارًا صغيرة يتراوح ارتفاعها ما بين 3 و 5 أمتار. الأوراق غير مفصصة ذات حواف ناعمة تتوضع على الساق بشكل متناوب. الأزهار برتقالية منفردة وكبيرة ومتدلية تشبه البوق طولها ما بين 30 و50 سم. أشجار وشجيرات الكولونيا معمرة تعيش سنين طويلة.

## السمية
تحتوي كل أجزاء الكولونيا على مواد سامة.